# Michel Cabidoche
Michel Cabidoche (Vincennes, 27 juin 1929 - Tarbes, 10 octobre 1979) est un spéléologue et un entomologiste français.
Il est surtout connu pour son œuvre entomologique.

## Biographie
Michel Cabidoche est né en 1929 à Vincennes ; il est décédé en 1979 à Tarbes.
Dessinateur de métier, il fut élève des professeurs Cailleux et Jeannel.
Il se spécialisa dans le dessin entomologique et d'édition.

## Activités spéléologiques
Dans le domaine de la spéléologie, il fut le président fondateur du Groupe spéléologique haut pyrénéen de Tarbes.
Il réalisa de nombreuses explorations et découvertes dans les Pyrénées occidentales, surtout dans la région de Saint-Pé-de-Bigorre et de Sainte-Engrâce. En particulier, dans le gouffre de la Pierre-Saint-Martin, il participa à la découverte de la galerie Aranzadi.
Il participa aussi aux expéditions de Max Cosyns.
À partir de 1961, il réalisa une étude spéléo-écologique sur quatre ans de la Salle de la Verna. Il mit ainsi en évidence pour la première fois un cycle annuel des Aphaenops.

## Œuvres
Il rédigea trente-et-une publications et de nombreuses notes dans les Annales de spéléologie.
Il réalisa une thèse de doctorat : Contribution à la connaissance de l'écologie des Trechinae cavernicoles pyrénéens. Répartition géographique des Trechinae cavernicoles pyrénéens. Thèse de Doctorat de l'Université de Paris, Faculté des Sciences, 1966.

## Sources
- « Les grandes figures disparues de la spéléologie française », Spelunca (Spécial Centenaire de la Spéléologie), no 31,‎ juillet-septembre 1988, p. 34
- Delanghe, Damien, Médailles et distinctions honorifiques (document PDF), in : Les Cahiers du CDS no 12, mai 2001.
- Association des anciens responsables de la fédération française de spéléologie : In Memoriam.
- Besson, J.-P. (1980) : Michel Cabidoche (1929 - 1979) - Carst (Pau), 1980 (2), p. 5-10 et 105-107 et Bulletin ARSIP (Saint-Engrace), 1977-1980 (12-15), p. 94-99.
- Renault, P. (1980) : Michel Cabidoche (1929 - 1979), in Spelunca (Paris) 1980(4), p. 153-154.